# Sophie Blanchard

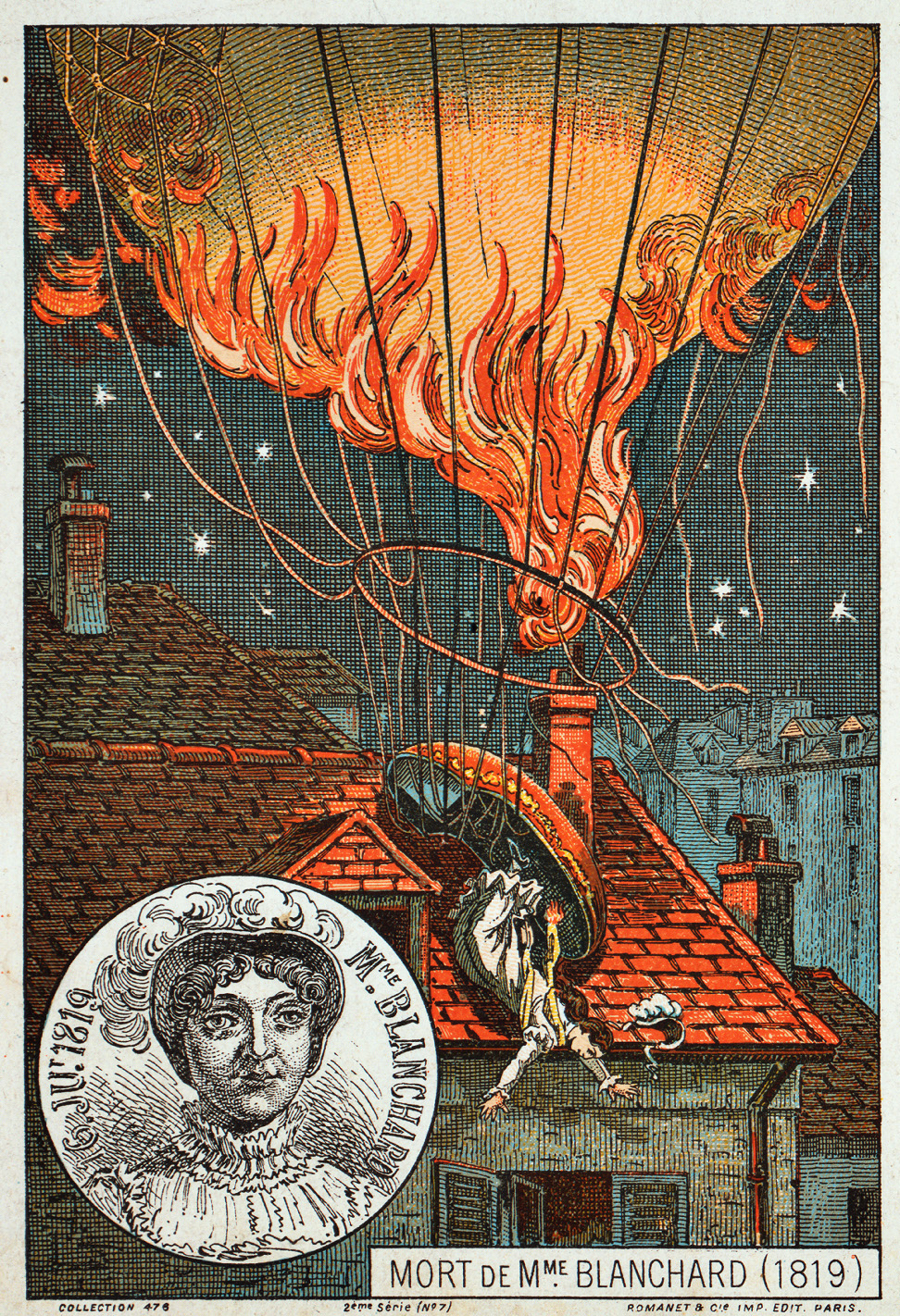
Mort de Madame Blanchard, en una il·lustració de l'època

Marie Madeleine Sophie Armant de Blanchard, coneguda com a Sophie Blanchard o Madame Blanchard (Yves, França, 24 de març de 1778 - París, 6 de juliol de 1819), va ser una pionera de l'aeronàutica francesa, destacada per les seves ascensions en globus aerostàtic. Va treballar al servei de Napoleó Bonaparte, que la va nomenar «Aeronauta dels festivals oficials» el 1810 (en detriment d'André Jacques Garnerin i la seva dona Jeanne Genieve). També va actuar per a Lluís XVIII de França, quan al 1814 es restaurà la monarquia, i fou nomenada aleshores «Aeronauta Oficial de la Restauració». Va ser coneguda durant anys per tot Europa per les seves exhibicions.
Era esposa del també aeronauta Jean-Pierre Blanchard, que va morir en un accident aeri l'any 1808, en caure des del globus després de patir un atac de cor.

## Una dona pionera
Els vols en globus aerostàtic eren llavors una activitat d'alt risc per als pioners de la professió. Blanchard va quedar inconscient en diverses ocasions, va suportar temperatures gèlides i va estar a punt de morir ofegada, quan el seu globus es va estavellar contra un pantà.
En realitat, no era la primera dona aeronauta: el 20 de maig de 1784, la marquesa i comtessa de Montalembert, la comtessa de Podenas i la senyoreta de Lagarde havien fet un viatge en un globus captiu a París. Tampoc era la primera dona a ascendir en un globus lliure tripulat: en temps de Blanchard, la Ciutadana Henri havia fet un ascens amb André-Jacques Garnerin el 1798, i va ser àmpliament acreditada com a precursora en aquesta activitat, encara que aquest honor en realitat li correspon a Elisabeth Thible, que havia realitzat un ascens catorze anys abans que la Ciutadana Henri. Blanchard sí que va ser, però, la primera dona a pilotar el seu propi globus aerostàtic i la primera a adoptar aquesta activitat com a carrera professional.
Coneguda a tot Europa, Blanchard va atreure grans multituds amb les seves ascensions, un total de 64. Tot i que una gran part de les seves exhibicions es feren a París, també va recórrer les diverses ciutats europees; així, per exemple, el 1811 va viatjar de Roma a Nàpols, dividint el recorregut en dos trams, fent una parada després de recórrer 60 milles (97 km) i pujant de nou des de Roma a una alçada de 12 000 peus (3660 m), i en una altra ocasió també va creuar els Alps amb globus.
Els seus vols d'exhibició, en solitari, de vegades nocturns i amb focs artificials, eren espectaculars, però també eren perillosos. I el 1819 va convertir-se en la primera dona a morir en un accident aeri mentre participava en una exhibició a París. El seu globus es va incendiar durant una actuació amb focs artificials i es va precipitar sobre una casa.